# مسيرية

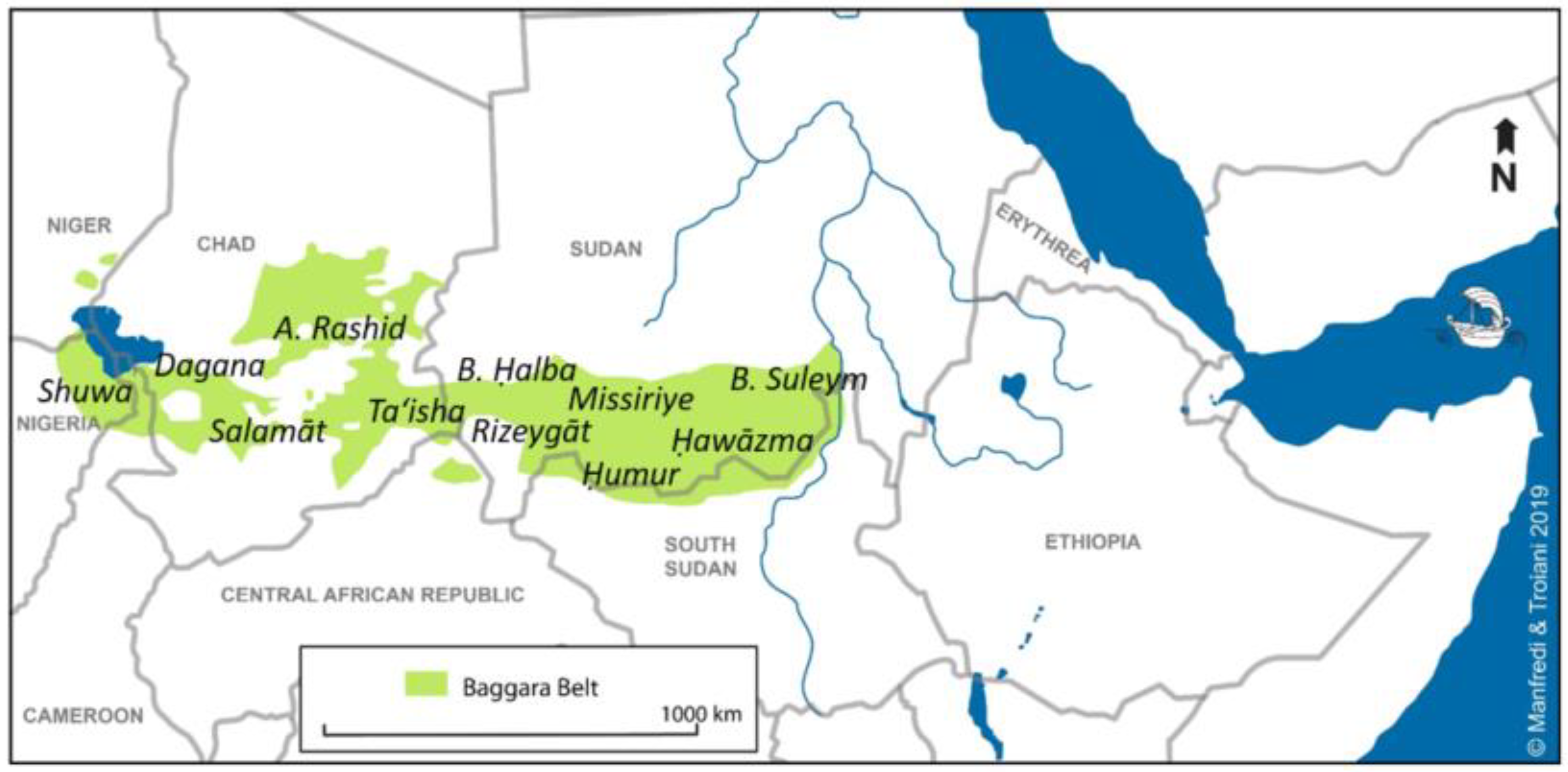
حزام البقارة وقبائله الرئيسية

المسيرية من القبائل العربية الرعويه تنحدر من قبيله جهينة والتي اصلها من شبه الجزيرة العربية وهي اكبر احدى القبائل التي تقطن كردفان وخصيصًا جنوب وغرب كردفان أي ممتده من غرب إلى جنوب كردفان.

## الزرق والحمر

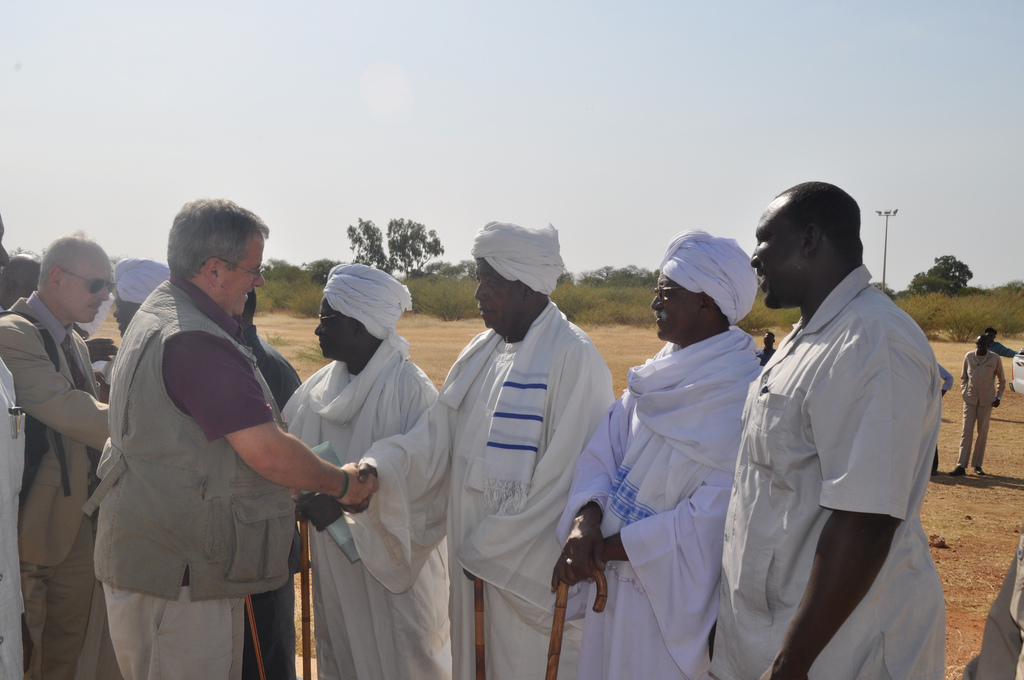
مبعوث السودان يستقبل شيوخ قبيلة المسيرية في المجلد بالسودان.

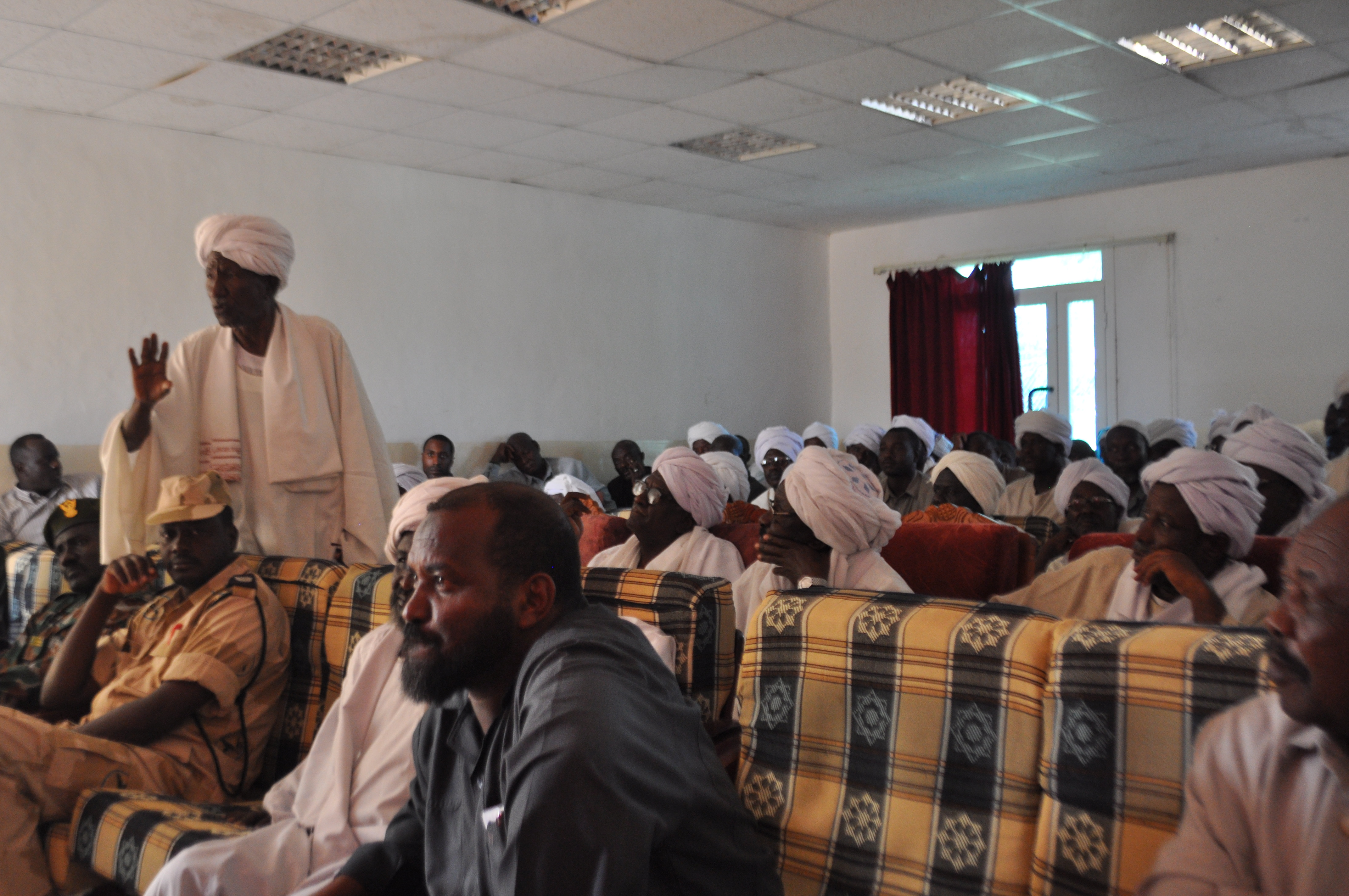
شيخ قبيلة المسيرية يتحدث عن قرار التحكيم في أبيي

المسيرية ينقسون إلى فرعين الحمر والزرق يستوطنون إقليمى كردفان ودارفور.
هنالك قطاع كبير من لمسيرية يمتهن الرعي. وهي مهنة أدت بطبيعتها المرتبطة بالموارد المائية الشحيحة إلى اشتباكات هنا وهنالك عبر تاريخ المنطقة. وهذا ما أدى إلى تراث وثقافة حربية دفاعية في غالبها لدى الرعاة من المسيرية خاصة في إقليم كردفان.غير أن المستوطنين في دارفور قد اعتادوا الزراعة وتداخلوا بالمصاهرة والنسب في النسيج الأفريقي للإقليم. تعتبر منطقة نتيقة المقر الرئيسي للمسيرية بدارفور حيث حطوا الرحال في أيامهم الأولى هناك على (جبل كرو) في سفحه الغربي وكان موقعاً دفاعيا مهماً ابان الغارات القبلية. وتقع نتيقة في وادي يمتد من الجنوب إلى الشمال حيث ترقد مدينة نتيقة على الجهة الشرقية من الوادي. ثم توسعت المسيرية بعد ذلك بدارفور عبر تاريخهم بها حيث جعلوا نتيقة ملتقى لكل كياناتهم البشرية ومقراً لهم وصارت لهم طرق ومسارات. وتقع (البان جديد) على بعد أميال قليلة جنوب نتيقة وتعتبر من أكبر المناطق التي يتجمع بها المسيرية وتمتاز مناطق المسيرية بوفرة المياه حيث العديد من الوديان والمياه السطحية والمراعي الخصبة.ويبلغ تعداد المسيرية بدارفور أكثر من مائتي الف نسمة. بعضهم استقر بنتيقة والبان جديد وغيرها. ومن القبائل التي تعايشت وتمازجت مع المسيرية هم قبائل البرنو والفور والزغاوة والترجم والبرقد وغيرهم.

## عادات الترحال والزواج والشعر
تنتمي قبيلة المسيرية السودانية إلى جذور عربية من قبيلة جهينة التي كانت تقطن المنطقة الغربية لجنوب كردفان واشتهرت برعي الأبقار وقد قدموا للسودان من تونس عن طريق تشاد بحثاً عن المراعي الجيدة والمناطق الآمنة وقد ساهم اعتزازهم بأصولهم العربية في احتفاظهم بالكثير من العادات الاصيلة مثل ولعهم بالفروسية وركوب الخيل.

### الترحال
يتميز المسيرية بالتجوال حيث ينطلقون مع أبقارهم من شمال كردفان إلى جنوبها وبالعكس ويكون ذلك في أواخر شهر يونيو هرباً من الذباب في الجنوب وهطول الأمطار بشدة، ويمكثون في الشمال حتى شهر سبتمبر وهذه الفترة يسمونها المخرف نسبة إلى الخريف ويقصون فيها وقتاً ممتعاً حيث انتعاش الأسواق بالمدن القريبة مثل بابنوسة، المجلد، أبو زبد، رجل الفولة، وحتى سوق مدينة الأبيض وما بين شهري أكتوبر وآخر يناير تستقر مجموعات كبيرة من المسيرية الزرق بالقرب من المدن والمسيرية الحمر بالقرب من مدن أخرى. يستخدم المسيرية في رحلاتهم الثيران المروضة منذ الصغر والمعدة سلفاً لعملية الترحال وهي مقسمة إلى أنواع الكيلاني وهو الثور المختص بحمل (العفش) (الأثات) وتمتطيه المرأة، وهناك الثور الخاص بالفتاة غير المتزوجة.

### الشعر
في مجتمع المسيرية تنتشر ظاهرة (الحكّامات)، وهن شاعرات القبيلة ويتمتعن بسلطة اجتماعية كبيرة لقدرتهن على تأليف وقول الشعر، يثرن القبيلة بقصائد من الحماسة والفخر وفي المقابل يوجد الشعراء من الرجال ويعرفون (بالهداي) وينشد الشعر على آلة (أم كيكي) تشبه آلة الكمان كما يوجد شاعر الديابة ويعرف ب (أم بري بري)، أما الرقص عند قبائل المسيرية فهو متنوع ويوجد منه النقارة وهي التي يرقص فيها الفتيان على شكل دائرة وتوضع آلة النقّارة في منتصف حلبة الرقص التي يشارك فيها الشباب ويرتدون جلاليب قصيرة تسمى (عراريق) ويضعون على رؤسهم بعض الريش المثبت على الطواقي الحمراء، ويحمل كل شاب سكيناً مزيناً، وتتزين الفتيات بالحلي والخرز (السُّكسُك)، ويربطن على خصورهن النطائق، ويتكون العازفون من أربعة أشخاص الأول يضرب على النقّارة والثاني على آلة (التمبل)، والثالث على (السواق) والرابع يغني.

### الزواج
مراسم الزواج وعقد القران في قبائل المسيرية تبدأ في الصباح الباكر حيث يتم الاتفاق على الزواج بمباركة جميع أفراد الأسرة من الطرفين وبعد الاتفاق على المهر والذي يسمى (عدل البنت) تبدأ عملية تجهيز مستلزمات بيت الزوجية، وفي هذه الفترة يقدم والد العريس إلى العروس هدية عبارة عن ثور، وبعد اكتمال التجهيز يتم تحديد يوم الفرح وتبدأ مراسمه باحضار (الشيلة) من ملابس وملايات إلى منزل العروس مصحوبة بالغناء والزغاريد، ويشترط أن يكون باب المنزل الذي سيقام به حفل الزواج باتجاه القبلة، للفأل الحسن ويبدأ العرس برقصات النقّارة حتى طلوع الفجر ويستمر الاحتفال صباحاً ومساء لمدة أسبوع كامل يمكث العريس خلاله لدى أهل عروسته ثم يرحلان بعدها إلى الإقامة في منزل أهله مباشرة.